# Marian Giżejowski
Marian Antoni Giżejowski – polski inżynier, profesor nauk technicznych, nauczyciel akademicki Politechniki Warszawskiej, specjalność naukowa: konstrukcje budowlane i inżynierskie.

## Życiorys
W 1981 na podstawie napisanej pod kierunkiem Mieczysława Łubińskiego rozprawy pt. Losowe zwichrzenie sprężysto-plastyczne stalowych belek ciągłych uzyskał na Politechnice Warszawskiej stopień doktora nauk technicznych w dyscyplinie budownictwo. Na Wydziale Inżynierii Lądowej tej samej uczelni na podstawie dorobku naukowego oraz rozprawy pt. Modele obliczeniowe stalowych ram płaskich z węzłami podatnymi otrzymał w 2001 stopień doktora habilitowanego nauk technicznych w dyscyplinie budownictwo w specjalności konstrukcje metalowe. W 2011 prezydent RP Bronisław Komorowski nadał mu tytuł profesora nauk technicznych.
Został profesorem Politechniki Warszawskiej na Wydziale Inżynierii Lądowej. Był prodziekanem tego wydziału.
Wszedł w skład Centralnej Komisji do Spraw Stopni i Tytułów, Komitetu Inżynierii Lądowej i Wodnej Polskiej Akademii Nauk oraz Rady Doskonałości Naukowej I kadencji.

## Odznaczenia i wyróżnienia
- Nagroda im. prof. Stefana Bryły (1998)[3]
- Medal im. prof. Stefana Kaufmana (2022)[4]